# Tereziánské reformy

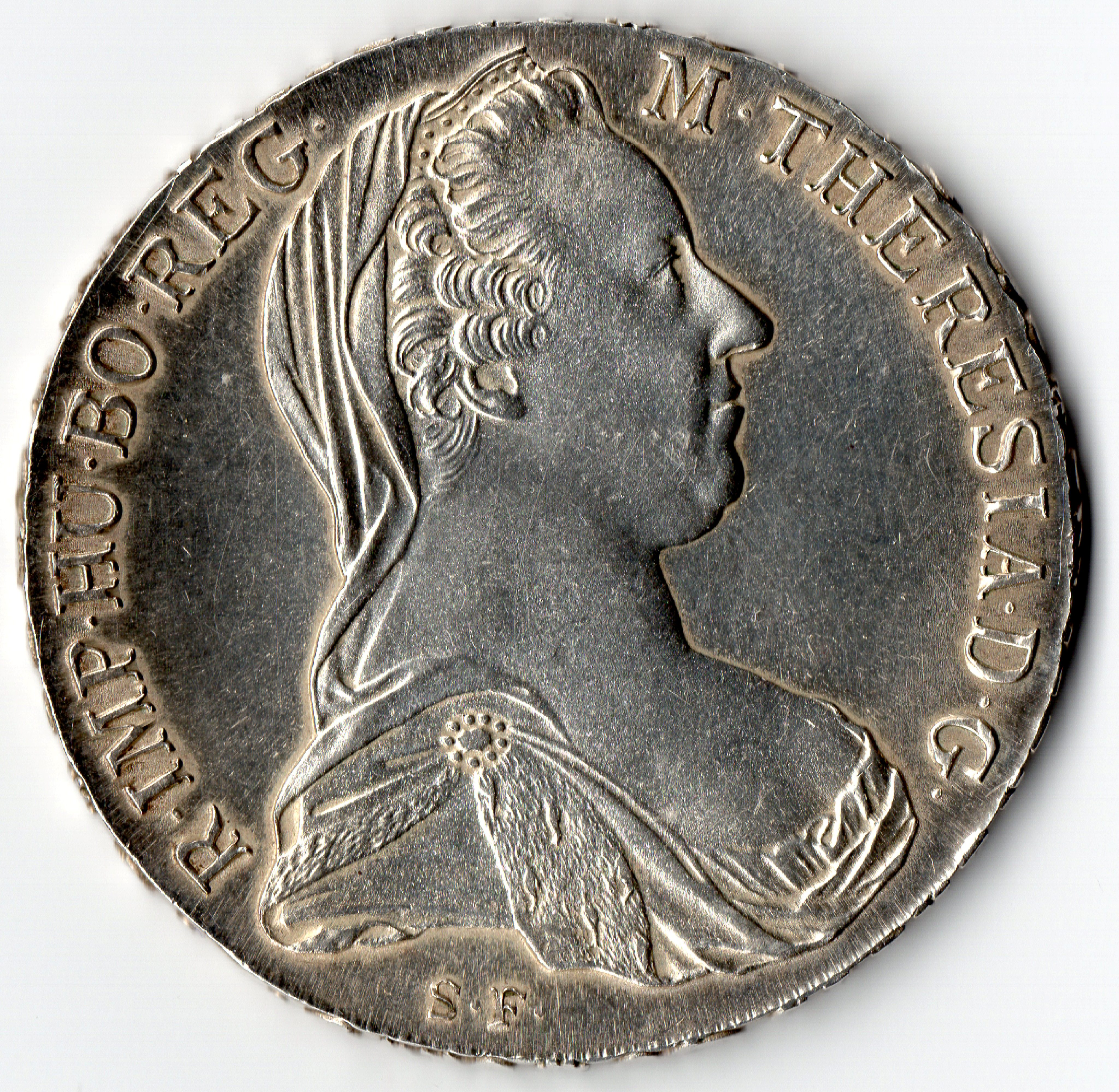
Tereziánský tolar s vyobrazením panovnice

Jako tereziánské reformy je označován soubor osvícenských reforem za panování Marie Terezie, které byly provedeny v řadě oblastí. Na ně pak navázaly josefinské reformy, jejího syna a nástupce Josefa II.

## Účel
Marie Terezie, ač sama konzervativní v záležitostech náboženského vyznání, zavedla velké množství reforem v osvícenském duchu. Jejich cílem byla modernizace fungování státu, stejně jako zlepšení podmínek v armádě, školství, státním úřednickém aparátu atp. Jejími hlavními spolupracovníky v této aktivitě byli Bedřich Vilém z Haugvic (inicioval vznik Ředitelství pro záležitosti administrativní a finanční), státní kancléř Václav Antonín z Kounic a nizozemský lékař a osvícenec Gerard van Swieten.
V rámci správní reformy byla omezena zemská samospráva, vytvořena centralizovaná správa monarchie a státní správa byla profesionalizována. Bylo sjednoceno trestní právo v Rakousku a českých zemích, a to zákoníkem zvaným Constitutio criminalis Theresiana (vešel v platnost roku 1768). Tento zákoník byl v mnohém stále poplatný právní soustavě středověku, jako důkazní prostředek připouštěl například mučení a obsahoval ještě skutkové podstaty trestných činů jako je čarodějnictví, magie nebo kacířství.

## Provedené reformy

### Školství a vzdělávání
V roce 1774 vstoupil v platnost Všeobecný školský řád pro německé normální, hlavní a triviální školy ve spojených císařsko-královských dědičných zemích (v německém originále Allgemeine Schulordnung für di deutschen Normal-, Haupt- und Trivialschulen in den sämtlichen Kaiserlichen Erblärden). Reforma byla výrazně inspirovaná pruským systémem školství, připravil ji Johann Ignaz Felbiger a obsahovala:
- triviální školy na venkově i ve městech, při farách, pro výuku čtení, psaní a počtů, výuku náboženství a základů zemědělství, pro dívky též domácích prací. Na obsah výuky dohlížel farář, na hospodaření školy školní dozorce, což byl obvykle nejbohatší sedlák z vesnice.
- hlavní školy ve městech, alespoň jedna v kraji. Kromě základních znalostí se učila též německá gramatika a latina. V českých hlavních školách se v prvním ročníku učilo česky, ve druhém částečně česky, ve vyšších německy.
- normální (ve smyslu vzorové podle normy) školy, v zemských městech, s výukou pouze v němčině.
- preparandy, zřízené při normálních nebo hlavních školách; přípravné kurzy pro učitele – 3 nebo 6 měsíců (od r. 1819 dvojnásobek).

Dozor nad hlavními a normálními školami měly zemské školní komise. Další opatření Marie Terezie byla:
- roku 1751 založila ve Vídni vojenskou akademii.
- roku 1775 byla provedena reorganizace středních škol podle Gratiana Marxe. Byla vytvořena pětitřídní (později šestitřídní) gymnázia, kde se učilo německy, od 3. třídy latinsky.

### Institucionální reformy
- zlepšení stavu císařské armády
- začátek vojenského mapování 1764-1768, tzv. První vojenské mapování
- přidělování čísel popisných (uzákoněno 1770)
- zefektivnění úředního aparátu (založení Directoria in publicis et cameralibus)
- obnova dvorské komory

### Soudnictví
- zavedení nového trestního řádu Constitutio criminalis Theresiana, který již obsahoval znaky moderního pohledu na trestní právo
- zrušení tortury (práva útrpného)

- reforma soudnictví (vznik Nejvyššího soudního úřadu)
- zavedení nové formy trestu – transmigrace

### Reformy v lékařství
- zavedení variolace

### Cenzura
- zavedení státní cenzury na některé protikatolické literární tituly. Do té doby prováděla cenzuru jen katolická církev, která až do roku 1966 vydávala Index librorum prohibitorum (Seznam zakázaných knih).

### Hospodářství
- státní podpora podnikání – ale ne v oblasti merkantilismu
- v roce 1773 pověřila Františka Antonína Raaba rozdělením velkých panství v Českém království na menší pozemky
- reforma a omezení nevolnictví, včetně vydání robotního patentu (následovaný vydáním Patentu o zrušení nevolnictví císaře Josefa II. v roce 1781)